# 吉爾吉斯國家足球隊
吉爾吉斯斯坦國家足球隊是吉爾吉斯斯坦的國家足球代表隊，由吉爾吉斯足球協會管理，現時屬於國際足協及亞洲足協成員國之一。吉爾吉斯至2018年為止未參加過任何國際大賽的決賽週，無論在世界盃及亞洲盃外圍賽階段從未取得過出線資格。直到2019年亞洲盃才首次取得出線資格。
2019年亞洲盃，吉爾吉斯斯坦首次晉身決賽周，分組賽只僅負中國及南韓一球，最後一仗以3-1擊敗菲律賓，以最佳小組第三名晉級十六強賽，對賽主辦國阿聯酋，吉爾吉斯在兩度落後的情況下迫和2-2，但最後在加時賽失球，最終以2-3敗陣出局。
2023年亞洲盃，吉爾吉斯斯坦再打入決賽周，但分組賽只取得一和兩負成績，未能晉級。

## 世界盃成績
- 1930 至 1994 - 沒有參賽，當時仍然屬於蘇聯的一部分
- 1998 至 2022 - 外圍賽出局

## 亞洲盃成績
- 1956 至 1992 -  沒有參賽，當時仍然屬於蘇聯的一部分
- 1996 至 2004 - 外圍賽出局
- 2007 - 沒有參賽
- 2011、2015 - 外圍賽出局
- 2019 - 十六強
- 2023 - 小組賽

## 亞洲足協挑戰盃成績
- 2006 - 準決賽
- 2008 - 外圍賽出局
- 2010 - 小組賽
- 2012 - 外圍賽出局
- 2014 - 小組賽

## 西亞足協錦標賽成績
- 2000 - 第一圈
- 2002 至 2007- 沒有參賽

## 外部連結
- Kyrgyzstan （页面存档备份，存于） 載於 FIFA.com
- Kyrgyz FA（页面存档备份，存于） 吉爾吉斯足總